# Combofoon

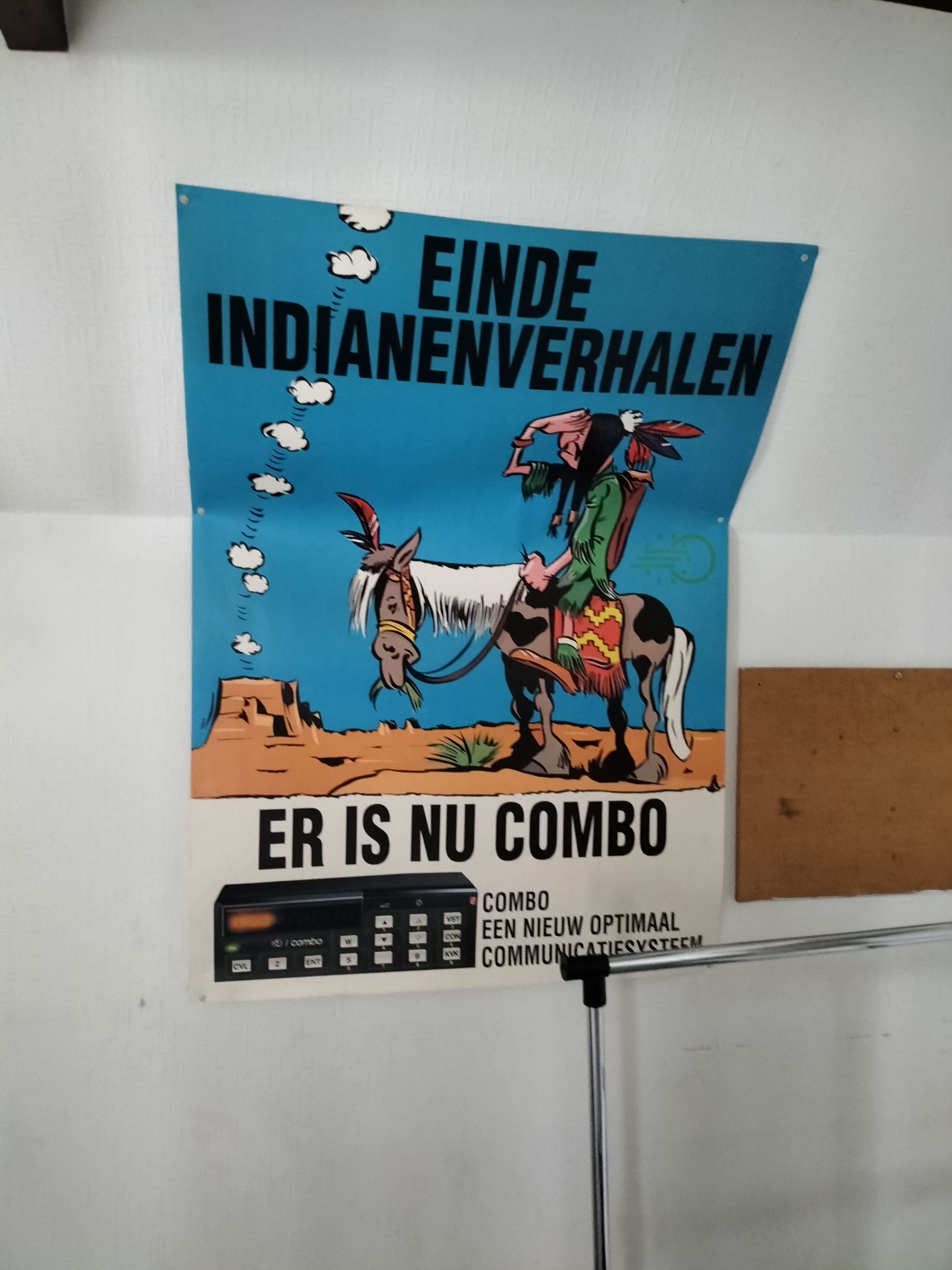
Poster voor de Combofoon

De combofoon, afgekort combo, is een klein rechthoekig zwart bediendeel op het dashboard waarmee een buschauffeur van een lijnbus in Nederland contact kan leggen en zijn rit kan vastleggen bij de CVL (Centrale Verkeers Leiding). De combofoon werd sinds 1993 geleverd door Radio Holland. Later ging het onderhoud naar ComboNet als onderdeel van de VSN-groep. Later is ComboNet een dochter van Connexxion geworden, tot deze maatschappij het weer doorverkocht aan Vialis/Combonet. ComboNet onderhield tevens het dataverkeer.
Het combofoonsysteem werkte met zo'n 250 vast opgestelde steunzenders, die de verbinding verzorgden tussen het vaste land en de voertuigen. Vanaf die hoog opgestelde antennes ging het signaal via vaste telefoonlijnen van en naar de CVL's van de vervoerders.
Het vastleggen van een rit gebeurt door middel van het lijnnummer en omloopnummer van de betreffende rit. Op de combo staan altijd het lijnnummer/omloopnummer en de tijd vermeld (bijvoorbeeld: 033/301 15:23 \).
Met de combofoon kan een chauffeur contact leggen met de CVL of onderling met collega's in andere bussen communiceren door middel van "Kort Verkeer". Verder kan de chauffeur verkorte tekstberichten sturen naar de CVL waarna bij ontvangst in de meldkamer contact kan worden gelegd met de chauffeur. Ook kan de CVL tekstberichten zenden aan de lijnbus inzake allerlei informatie.
De combofoon werd vroeger gebruikt door alle vervoerders. Door de opkomst van inmiddels goedkope en betrouwbare data- en spraakverbindingen via het GSM-netwerk raakte de combofoon in een concurrentiestrijd met GSM-systemen. Helemaal toen de OV-chipkaart zijn opmars in Nederland maakte en de vervoerders een betrouwbare en snelle data verbinding nodig hadden voor het OV-chipkaartverkeer raakte de combofoon werkterrein kwijt.
De openbaarvervoerbedrijven hebben nu allemaal op GSM/GPS gebaseerde boardcomputers in hun bussen, trams en treinen.
De volgende leveranciers zijn actief in Nederland:
- INIT, levert zijn EBS (Exploitatie Beheer Systeem) aan Keolis/Syntus, RET en HTM.
- IVU, levert zijn iBox en Athon-systeem aan Qbuzz (onder de naam Qbis), RET en Connexxion (onder de naam Infoxx).
- Kapsch, levert zijn Albatros-/ProData-systeem aan onder andere Arriva, EBS en Connexxion.

Het combofoonnetwerk is tot december 2008 in Eindhoven, en januari 2009 in Emmen in gebruik geweest. Toen zijn de laatste steunzenders uit de lucht gehaald.
Vanaf begin 2016 is er een nieuwe softwareversie beschikbaar voor busmusea om de Combofoon weer te laten werken. De combofoon werkt daarmee zonder netwerk en kan rechtstreeks met andere combofoons contact maken. Ook zijn er speciale basisposten die werken als Centrale Verkeers Leiding (CVL). Is er een CVL-post actief, dan kan deze gesprekken regisseren en ook tekstberichten verzenden naar de betreffende bussen.
Initiatiefnemer voor deze ontwikkeling is de OVCN.